# Остання фантазія: Духи всередині
«Остання фантазія: Духи всередині» (англ. Final Fantasy: The Spirits Within) — японсько-американський повнометражний науково-фантастичний анімаційний фільм, виконаний за допомогою комп'ютерної графіки. Фільм вийшов 13 липня 2001 року і став першою анімаційною кінострічкою з близьким до фотореалістичного зображенням. Українською мовою фільм озвучено студією «1+1».
Режисер — Хіронобу Сакагуті, творець відомої серії японських рольових ігор «Final Fantasy». Окрім однакової назви та кількох класичних імен сюжет фільму не пов'язаний з іграми серії.
Сюжет відбувається в 2065 році, коли більшість Землі спустошена інопланетянами «фантомами», котрі потрапили на планету в метеориті. Вчена Акі Рос шукає спосіб протидіяти «фантомам», але для успіху проєкту їй потрібно знайти декілька духів живих істот, яких майже не лишилося на Землі.

## Сюжет
Дія відбувається в майбутньому, в 2065 році. Після того, як на Землю 34 роки тому впав метеорит, стали відбуватися дивні смерті — люди просто падали на місці без видимої причини. Незабаром стало відомо, що причиною смертей є невидимі істоти, названі «фантомами», що опинилися на Землі разом з метеоритом. Залишки людства терміново евакуювалися на орбіту. Після довгих досліджень в області енергетичного обміну людям вдалося розробити технології, засновані на енергії духу, які допомагли протистояти «фантомам». Вдалося заново заселити обмежені райони кількох міст: Нью-Йорка, Лондона, Парижа, Москви. Вони були закриті енергетичними щитами, здатними протистояти «фантомам». Незабаром була розроблена і зброя, заснована на тих же технологіях. Подальші розробки в цій області привели до того, що учені під керівництвом доктора Сіда, засновника біоенергетики, вивели гіпотезу «Геї», яка полягає в тому, що планета володіє власною душею, душі всіх живих істот приходять з неї і в неї повертаються, збагачуючи своїм досвідом.
На початку фільму вчена Акі Рос бачить сон, в якому стоїть на поверхні невідомої планети, а з-за горизнту до неї щось стрімко наближається. Прокинувшись на борту космічного човника, вона записує сон на спеціальний пристрій, човник заходить на посадку. Через якийсь час човник сідає в Нью-Йорку і Акі вирушає досліджувати руїни на предмет наявності там життя. Вона натрапляє на «фантомів», у цей час її знаходять солдати з підрозділу Deep Eyes, які переконують покинути це місце, на що Акі відповідає, що не піде, поки не знайде життя. Неподалік дійсно росте бур'ян, вчена забирає рослину, але її і солдатів оточують «фантоми». На допомогу прибуває літак, який забирає всіх з оточення. На борту Акі впізнає в одному з солдатів свого знайомого, Грея.
Літак дістається захищеної населеної частини міста, де всі повинні пройти сканування, оскільки «фантоми» можуть непомітно проникати в людей. Грей виявляється зараженим «фантомом». Акі, не проходячи сканування сама, проводить операцію і рятує Грея. Після цього вона відносить рослину докторові Сідові. Він близький до відкриття способу перемогти «фантомів», але для цього повинен знайти вісім підходящих духів живих істот.
Акі знову бачить сон: відбувається битва двоногих істот, схожих на комах. Наступного дня вона приходить на засідання Ради Землі, де генерал Хейн вкотре безуспішно переконує Раду застосувати орбітальну зброю «Зевс» проти «фантомів», які досі знаходяться всередині метеорита і породжують нових. Сід у відповідь висуває думку, що «Зевс» нашкодить Геї і пропонує альтернативу — почекати завершення своїх досліджень зі створення біополя, яке безпечно нейтралізує біополе «фантомів». На захист Сіда стає Акі, кажучи, що розробки Сіда вже змогли зупинити розвиток «фантома» в тілі невиліковно хворої людини. На вимогу доказів вона показує, що і є цією невиліковно хворою.
Хейн знаходить записи снів і наказує стежити за доктором Рос, а за перших ознаках контролю «фантомом» її свідомості — заарештувати і доставити для подальшого «вивчення».
В черговому сні Акі опиняється в гущі битви, раптом її учасники зупиняються і всі дивляться в одну точку. Вона робить висновок, що через сни «фантоми» намагаються спілкуватися з нею.
Наступна ціль Сіда, сьомий дух, знаходиться в Тусконі. Неочікувано над місцевістю пролітає орел, але прилади показують, що сьомий дух міститься не в ньому, а в останках давно вбитого тут солдата, а саме в батареї з одноклітинних водоростей. На групу нападають «фантоми», тому всі евакуйовуються, Акі при цьому стає погано. Вона бачить поле битви, яке накриває вибух і всі істоти навколо гинуть. Раптово прокинувшись, доктор здригається, один з солдатів, подумавши, що «фантом» заволодів нею, стріляє в Акі. Хейн, дізнавшись про інцидент, наказує взяти Акі і Грея під арешт, а роботи Сіда конфіскувати.
Постріл не поранив тіла Акі, але пошкодив пластину, яка ізольовувала «фантома». Щоб вгамувати його, Сід вважає за потрібне імплантувати Акі дух Грея. Під час операції обоє опиняються в тому самому сні. Там знову точиться бій, вибухи накривають всю планету, вона розколюється на шматки, один з уламків виявляється метеоритом, що впав на Землю. Операція минула успішно, але для повного видужання потрібен останній, восьмий дух.
Бажаючи спонукати Раду Землі до прискорення застосування орбітальної зброї «Зевс», генерал Хейн зважується на відчайдушний вчинок і тимчасово ослаблює захист Нью-Йорка. Взяті під арешт Акі, Грей, Сід та члени Deep Eyes в цей час доходять висновку, що «фантоми» є не загарбниками і їхній метеорит не транспорт, як вважалося досі. «Фантоми» дійсно є фантомами, духами істот, які населяли загиблу планету і не ставлять собі за ціль знищувати земне життя.
Тим часом «фантоми», як і планував Хейн, прориваються в місто, але виявляються неочікувано сильними і легко долають оборону. Енергопостачання вимикається по всьому місту, чим користуються ув'язнені для втечі. Вони дістаються до космічного човника, але більшість Deep Eyes дорогою вбивають «фантоми». Човник покидає місто.
Доктор Сід розширює район пошуків останнього, восьмого духу, включивши в нього кратер, куди впав метеорит, оскільки до цього часу його не шукали лише там. Виявивши восьмого духа і дійшовши висновку, що це «фантом», Сід і Акі голосують за спуск в кратер. Незважаючи на думку, що це «квиток в один кінець», Грей супроводжує Акі у всюдиході, що спускається з човника на тросах. Але в цей час Хейн запускає «Зевс» і пострілом з нього знищує велику кількість «фантомів», в тому числі восьмого духа.
Наступний постріл пробуджує всередині метеорита дух чужої планети, який у вигляді щупалець піднімається з кратера. Щупальця вдаряють по всюдиходу, через що троси рвуться, всюдихід падає. Акі з Греєм опиняються в глибині кратера і в розломі бачать Гею як море синьої рідини, підтвердивши теорію доктора Сіда. Там же виявляється і новий восьмий дух, що пояснюється особливістю цього місця — тут стикаються духи двох планет, тобто, восьмий дух є результатом їхнього контакту. «Фантом» у тілі Акі активізується, в сні він набуває вигляду іншопланетянина і виходить з тіла, після чого перетворюється в згусток синього світла і розчиняється в землі. Випалений війною пейзаж змінюється на зелений сонячний краєвид чужої планети. Восьмий дух заново утворюється в тілі Акі чим завершується створення нейтралізуючого біополя. Вона налаштовує захисний екран всюдихода на поширення цього поля, всі «фантоми» навколо набувають синього кольору, кольору Геї, і розпадаються, але в цей момент одержимий знищенням іншопланетян генерал Хейн знову відкриває вогонь по кратеру. «Зевс» руйнується від перевантаження реактора, Хейн гине від вибуху на борту.
Всюдихід і його захисний екран ламаються, біополе більше не поширюється. Дух чужої планети через діру в землі, пробиту гарматою «Зевса», сповзає до Геї і наближається до героїв. Поранений Грей обіцяє віддячити Акі за те, що раніше врятувала його, і тепер рятує її. Він жертвує собою, передаючи через себе біополе. Його дух з полем поглинається інопланетним духом. «Фантоми» і дух їхньої планети нейтралізуються, розсипаючись вогниками, які спрямовуються в небо. Зранку Акі з тілом Грея піднімається на поверхню. Високо в небі над горами летить орел, який чекав на повернення життя на Землі.

## Персонажі

Акі Рос

- Акі РосАкі Рос (англ. Aki Ross) — науковець, яка, шукаючи спосіб ліквідації «фантомів», була заражена ними, але залишилася живою.

Роль озвучила Мін На
- Капітан Грей Едвардс (англ. Capt. Gray Edwards) — капітан об'єднаних збройних сил Землі. Закоханий у доктора Рос.

Роль озвучив Алек Болдуїн
- Доктор Сід (англ. Dr. Sid) — доктор, що вперше винайшов і застосував на практиці енергію духів. Він же розробив ідею «Геї».

Роль озвучив Дональд Сазерленд
- Генерал Гейн (англ. General Hein) — головнокомандувач збройних сил Землі. Головний противник ідеї «Геї».

Роль озвучив Джеймс Вудс
- Джейн Проудфуд (англ. Jane Proudfoot) — боєць підрозділу капітана Едвардса.

Роль озвучила Пері Гілпін
- Нейл Флемінг (англ. Neil Fleming) — боєць підрозділу капітана Едвардса.

Роль озвучив Стів Бушемі
- Сержант Рейн Вітакер (англ. Sgt. Ryan Whitaker) — боєць підрозділу капітана Едвардса.

Роль озвучив Вінг Реймс
- Майор Еліот (англ. Major Elliot) — помічник генерала Хейна.

Роль озвучив Метт Маккензі

## Створення
Первісною назвою фільму була «Гея». Створення тривало 4 роки, ним займалися понад 200 людей студії Square Pictures. Виробництво відбувалося в Гонолулу як умовному центрі, куди з однаковими зусиллями можна залучити фахівців з усього світу. Студія зібрала працівників з 22 різних країн, включаючи художників, які працювали над фільмами «Ґодзілла» (1998), «Титанік» (1997) та «Історія іграшок» (1995), колишніх аніматорів з «Disney», а також концептуального режисера «Матриці» (1999).
Загалом у фільмі 1327 сцен, які налічують 141964 кадрів. Кожен кадр рендерився від 15 хвилин до 7 годин, у середньому 90 хвилин. Рендеринг виконувався на спеціально розробленій рендер-фермі, що складалася з 960 робочих станцій під керуванням Linux із процесорами Pentium III 933 МГц, і додатково на 300 процесорах під керуванням IRIX. Square Pictures накопичила 10 терабайтів тривимірних зображень і 5 терабайтів двовимірних. На кожен кадр припадало від 9 до 498 композитних шарів. Дуже детальною була система волосся. Так, зачіска Акі Рос складається з 60 тисяч пасм. Анімація виконувалася в програмі Maya, до якої було створено понад 100 спеціальних плагінів, і RenderMan. Загальна анімація персонажів виконувалася і в ручну і захопленням руху акторів, а анімація рук і облич — виключно вручну. Для захоплення руху слугували костюми з 37-а світловідбивними маркерами.

## Зв'язок із іграми
Хоча основою для фільму не слугувала жодна із понад тринадцяти виданих на той час ігор, основної серії чи похідних, фільм містить чимало алюзій і паралелей з іграми:
- Доктор Сід названий так само, як і персонаж з ім'ям Сід, присутній у майже кожній грі серії.
- У фільмі приблизно та ж суміш фантастичної технології (майбутнє, космічні кораблі) і магії/духовної енергії (Гея, духи), якою прославилися Final Fantasy VI, Final Fantasy VII і Final Fantasy VIII.
- Лігво головних антагоністів фільму і місце драматичної розв'язки — кратер в якихось далеких горах. У Final Fantasy VII фінальний бій з антагоністом Сефіротом також відбувався в кратері.
- Концепція Геї («живої планети») у фільмі практично ідентична концепції Потоку Життя і Планети в Final Fantasy VII.
- Енергія духів, яку використовують доктор Сід і Акі Рос, нагадує винятково могутнє закляття Святість, що використовується в більшості ігор. В фільмі, як і в Final Fantasy VII, Метеор і Святість відіграють ключову сюжетну роль, оскільки одне нейтралізує інше.
- Назви військових загонів промовисті: Deep Eyes — «Глибокі Очі» (порівняйте SOLDIER (СОЛДАТ) в Final Fantasy VII, SeeD (Насіння) в Final Fantasy VIII тощо).
- Серед тек з документами Акі промайнуло і невелике зображення відомого з ігор птаха чокобо.
- У випущеній вже пізніше грі Final Fantasy XI є меч під назвою Spirits Within.
- Ім'я генерала Хейна (Hein) дуже схоже на ім'я бога Гайна (Hyne), згаданого в Final Fantasy VIII, який, у свою чергу, поділяє його з чарівником Гайном (Hyne) з Final Fantasy III.

## Оцінки й відгуки
Фільм став касовим і критичним провалом для студії. На агрегаторі Rotten Tomatoes він зібрав 44 % позитивних рецензій критиків з консенсусом: «Фільм піднімає планку комп'ютерних анімаційних фільмів, але історія нудна та емоційно відсторонена». Попри значний бюджет у $ 137 млн. (з яких $ 30 млн було витрачено на маркетинг), фільм зібрав лише $ 85 млн. Серед причин такої комерційної невдачі критики називають типовий для японських аніме сюжет, який був цікавий тільки поціновувачам жанру; водночас намагання позиціюватися як серйозна фантастична кінокартина було незвичним для авдиторії любителів фільмів анімаційних. Крім того багато шанувальників однойменної серії відеоігор були розчаровані фільмом, оскільки, незважаючи на назву, нічого спільного з іграми він не мав.
Звучали побоювання, що успіх фільму задав би моду на «цифрових акторів», які замінять людей в кінематографі; або «цифрових клонів», що дозволило б нелегально використовувати образ справжніх акторів і підробляти відео з ними.
Згідно з ретроспективною рецензією Джессіки Свортс у «Inverse», «Сьогоднішній фотореалізм зобов'язаний цьому фільму, незалежно від його успіху». «Останню фантазію» насправді легко порівнювати з виданою того ж року Final Fantasy X чи Final Fantasy XV, де магія поєднується з технологією. Та як зазначалося в рецензії, «На жаль, моторошна долина надто сильна»: персонажі виглядають живими, але сприймати їх такими все ж складно.
Філіп Френч писав у «The Guardian»: «„Остання фантазія: Духи всередині“, натхненний комп'ютерною грою-бестселером, намагається піти далі, ніж будь-хто раніше, намагаючись зробити комп'ютерний фільм настільки реалістичним, що анімація буде прийнята як реальність […] Технічно це чудове досягнення, зроблене командою з кількох сотень художників і техніків з усього світу». Та критик зауважував про персонажів: «Вони реалістичні, але вони не реальні, і їхня нереальність підкреслюється завдяки знайомим голосам Сазерленда, Вудса, Вінга Реймса та Стіва Бушемі, на яких вони фізично мало схожі».
Нелл Міноу для Common Sense Media писала, що «Остання фантазія» видатна анімацією своїх персонажів, але це, зрештою, єдине, що дійсно вдалося. Коли комп'ютерні персонажі так близькі за виглядом до реальних, ще важливіше дати їм достовірні реакції та діалоги, а вони не відповідають характерам персонажів. Також підкреслювався видатний дизайн монстрів, краєвидів і постапокаліптичного світу в цілому.
Український письменник Володимир Білик вважав, що «…бренд „Final Fantasy“ зробив „Духи всередині“ складним для маркетингу. „Final Fantasy“ — це дуже цікавий приклад франшизи, яка насправді не є франшизою. Кожен тайтл — це самостійна історія». Оскільки «Духи всередині» рекламувалися як «відеоігровий фільм», це віднадило потенційних глядачів, які знали про низьку якість фільмів такого роду в свій час. На думку письменника, сюжет не поганий сам по собі, бо звертається до теми суспільства, побудованого на страху. Але він подається непослідовно, не нагадуючи ні сюжету відеогри, ні прямого науково-фантастичного екшену.
Американське видання «Film» у 2021 році зарахувало «Останню фантазію: Духи всередині» до 15-и найгірших науково-фантастичних фільмів останніх 20-и років.
Журнал «Maxim» у 2001 році присудив Акі Росс 87-е місце в «топ 100» «найгарячіших» жінок і помістив її зображення на обкладинці.